# Tour de Flandes 2010
El Tour de Flandes 2010 és la 94a edició del Tour de Flandes. Es disputà el 4 d'abril del 2010 entre Bruges i Meerbeke, amb una llargada de 261,5 quilòmetres.
El suís Fabian Cancellara s'imposà en solitari a la meta de Meerbeke després de deixar enrere Tom Boonen, amb qui s'havia escapat a Molenberg (km 217). En un primer moment l'entesa entre els dos fou total i anaren obrint distància respecte a un grup perseguidor en què hi havia la resta de favorits, com ara: Leif Hoste, Thor Hushovd, Matti Breschel, Lars Boom, Joan Antoni Flecha o George Hincapie. En arribar a Muur-Kapelmuur Cancellara atacà i quedà sol al capdavant, arribant amb més d'un minut de diferència a meta. Boonen fou segon i tercer Philippe Gilbert.

## Equips participants
L'organització convidà 25 equips en aquesta edició, divuit ProTour i set de categoria continental:
- Equips ProTour: Ag2r-La Mondiale, Astana Qazaqstan Team, Caisse d'Epargne, Euskaltel–Euskadi, Footon-Servetto-Fuji, FDJ, Garmin-Transitions, Lampre-Farnese Vini, Liquigas-Doimo, Omega Pharma-Lotto, Quick Step, Rabobank ProTeam, Team Sky, Team HTC-Columbia, Team Katusha, Team Milram, Team RadioShack i Team Saxo Bank
- Equips Continentals: Bbox Bouygues Telecom, BMC Racing Team, Cervélo TestTeam, Landbouwkrediet, Skil-Shimano, Topsport Vlaanderen-Mercator i Vacansoleil

## Recorregut
El recorregut incloïa quinze cotes i vint-i-quatre trams de pavé:
| Cotes  | Cotes      | Cotes          |
| Número | Quilòmetre | Non            |
| ------ | ---------- | -------------- |
| 1      | 131        | Den Ast        |
| 2      | 165        | Kluisberg      |
| 3      | 172        | Knokteberg     |
| 4      | 179        | Oude Kwaremont |
| 5      | 183        | Paterberg      |
| 6      | 189        | Koppenberg     |
| 7      | 195        | Steenbeekdries |
| 8      | 197        | Taaienberg     |
| 9      | 202        | Eikenberg      |
| 10     | 217        | Molenberg      |
| 11     | 224        | Leberg         |
| 12     | 229        | Berendries     |
| 13     | 236        | Tenbosse       |
| 14     | 246        | Muur-Kapelmuur |
| 15     | 250        | Bosberg        |

## Resultat
|    | Ciclista          | Equip                 | Temps      | Calendari mundial UCI Punts |
| -- | ----------------- | --------------------- | ---------- | --------------------------- |
| 1  | Fabian Cancellara | Team Saxo Bank        | 6h 25' 56" | 100                         |
| 2  | Tom Boonen        | Quick Step            | + 1' 15"   | 80                          |
| 3  | Philippe Gilbert  | Omega Pharma-Lotto    | + 2' 11"   | 70                          |
| 4  | Björn Leukemans   | Vacansoleil           | + 2' 15"   | 60                          |
| 5  | Tyler Farrar      | Garmin-Transitions    | + 2' 35"   | 50                          |
| 6  | George Hincapie   | BMC Racing Team       | m. t.      | 40                          |
| 7  | Roger Hammond     | Cervélo TestTeam      | m. t.      | 30                          |
| 8  | Maksim Iglinski   | Astana Qazaqstan Team | m. t.      | 20                          |
| 9  | Danilo Hondo      | Lampre-Farnese Vini   | m. t.      | 10                          |
| 10 | William Bonnet    | Bbox Bouygues Telecom | m. t.      | 4                           |